# Joaquim Manuel de Macedo
Joaquim Manuel de Macedo (n. 24 iunie 1820, Itaboraí, Rio de Janeiro, Brazilia – d. 11 mai 1882, Rio de Janeiro, Neutral Municipality⁠(d), Brazilia) a fost un scriitor, om politic și istoric brazilian.
A fost unul din întemeietorii romanului brazilian de modalitate romantic-melodramatică, pe teme ale vieții de familie.

## Biografie
Joaquim Manuel de Macedo s-a născut în Itaboraí în 1820. În 1844 a absolvit Facultatea de Medicină în Rio de Janeiro și în același an, a debutat în literatură publicând ceea ce ar deveni romanul său cel mai faimos, A Moreninha (Brunețica), aducându-i faimă și avere imediată..
Pe lângă medic, Joaquim Macedo a fost  jurnalist, profesor de Geografie și Istorie a Braziliei la Colegiul Pedro al II-lea, și membru fondator, secretar și purtător de cuvânt al Institutului de Istorie și Geografie al Braziliei, începând cu anul 1845. În 1849 a fondat, împreună cu Gonçalves Dias și Manuel de Araújo Porto -Alegre, revista Guanabara, care a publicat o mare parte din romanul său poetic A Nebulosa (Nebuloasa) - considerat de critici drept unul dintre cele mai bune romane aparținând romantismului. A fost membru al consiliului de administrație al Instrucțiunii Publice a Curții (1866).
Joaquim Manuel de Macedo a părăsit medicina și a creat o legătură strânsă cu Dom Pedro al II-lea și cu familia imperială braziliană, devenind tutor și profesor al copiilor prințesei Isabel. A fost prieten apropiat și confident al unei celebrități a Curții Imperiale, José Manuel de Araújo Porto-Alegre, Consulul Braziliei în Germania, cu care a întreținut o corespondență îndelungată și istorică în care expeditorul se declară un spiritualist convins și pasionat de ideile propagate de Allan Kardec în Franța la jumătatea secolului al XIX-lea. 
Macedo a militat, de asemenea, în mod decisiv în politică, fiind membru în Partidul Liberal, unde a servit cu loialitate și fermitate, dovedite de discursurile sale parlamentare, potrivit rapoartelor de atunci. În timpul activității sale politice a fost deputat provincial (1850, 1853, 1854 - 1859) și deputat general (1864 - 1868 și 1873 - 1881). În ultimii ani ai vieții sale, suferind de probleme psihice, a murit cu puțin înainte de a împlini 62 de ani.

## Opera
Opera sa este vastă și s-a bucurat de un mare succes la acea epocă. A fost menționat printre critici, argumentul că el a abuzat de sentimentalitate, ce reprezenta gustul popular pe atunci; de aici și succesul său enorm. Cu toate acestea, criticii nu neagă faptul că Macedo era un cronicar deschis și analitic al lui Rio de Janeiro de la sfârșitul Imperiului.
Joaquim Macedo este considerat unul dintre fondatorii romantismului în literatura din Brazilia și, cu siguranță, unul dintre principalii responsabili pentru crearea teatrului din Brazilia. A Moreninha (ro. Brunețica) a fost considerată prima lucrare a literaturii braziliene care a avut succes la public și este unul dintre reperele romantismului din Brazilia.
Lansat în 1844, A Moreninha(ro. Brunețica) este considerat primul roman romantic publicat în țară, deși a fost precedat de  O Filho do Pescador (Fiul pescarului) al lui Antonio Gonçalves Teixeira de Sousa, , care, cu toate acestea, este considerată o lucrare minoră, dezvoltată dintr-un mic complot puțin articulat și confuz.
Pe lângă A Moreninha (ro. Brunețica), Macedo a scris alte șaptesprezece romane, șaisprezece piese de teatru și o carte de istorisiri. Printre aceste lucrări se remarcă:

## Scrieri

### Cărți

#### Romane
- 1844: A Moreninha - ("Brunețica")
- 1845: O Moço Loiro – ("Tănârul blond")
- 1848: Os Dois Amores - ("Cele două iubiri")
- 1849: Rosa
- 1853: Vicentina
- 1855: O Forasteiro - ("Străinul")
- 1861: Os Romances da Semana – ("Romanțele săptămânii")
- 1869: O Rio do Quarto
- 1869: A Luneta Mágica – ("Luneta magică")
- 1869: As Vítimas-Algozes – ("Victimele brutale")
- 1870-1871: As Mulheres de Mantilha – Femeile cu mantilă

#### Satiră politică
- 1855: A Carteira do Meu Tio – ("Portofelul unchiului meu")
- 1867 - 1868: Memórias do Sobrinho do Meu Tio – ("Amintirile nepotului unchiului meu")

#### Cronicile despre orașul Rio de Janeiro
- Memórias da Rua do Ouvidor  - ("Amintiri din Strada Ouvidor")[9]
- 1862: Um Passeio pela Cidade do Rio de Janeiro – ("Plimbare prin orașul Rio de Janeiro")
- Labirinto - Labirint

### Teatru

#### Dramă
- 1845: O Cego - ("Orbul")
- 1849: Cobé
- 1863: Lusbela

#### Comedie
- 1856: O Fantasma Branco – ("Fantasma albă")
- 1858: O Primo da Califórnia – ("Vărul din California")
- 1860: Luxo e Vaidade – Lux și vanitate
- 1863: A Torre em Concurso – ("Turnul în competiție")
- 1873: Cincinato Quebra-Louças
- 1880: Cigarro e seu Sucesso  – ("Țigara și succesul său")
- Remissão dos Pecados – ("Iertarea păcatelor")

### Poezie
- 1857: A Nebulosa - ("Nebuloasa")

### Biografii
- 1876: Ano Biográfico Brasileiro
- 1878: Mulheres Célebres – ("Femei celebre")

### Geografie
- 1873: Noções de corographia do Brasil, traduzido a língua alemão por M. P. Alves Nogueira e Guilherme Henrique Theodoro Schiefler, Leipzig, F. A. Brockhaus, 1873 - ("Noțiuni de corologie din Brazilia (1873), traducerea limbii germane de către M. P. Alves Nogueira și Guilherme Henrique Theodoro Schiefler, Leipzig, F. A. Brockhaus, 1873")

### Istorie
- 1907: Lições de Historia do Brasil para uso das escolas de instrução primaria, Editora H. Garnier - Publicado em 1907 - Edição digitalizada pelo LEMAD - Faculdade de Filosofia, Letras e Ciências Humanas da USP – ("Lecții de istorie a Braziliei pentru utilizare în școlile de învățământ primar, Editura H. Garnier - publicată în 1907 - Ediție digitizată de LEMAD - Facultatea de Filosofie, Litere și Științe Umane a Universității din Sao Paulo")[10]

### Medicină
- 1844: Considerações sobre a Nostalgia (tese apresentada na faculdade de Medicina em 1844) - ("Considerații asupra Nostalgiei (teza prezentată la Facultatea de Medicină din 1844)")